# W. S. McCormack
William Samuel McCormack (* 10. November 1863 in Chicago, Illinois; † 5. September 1946 auf dem Weg nach Kalifornien) war ein US-amerikanischer Politiker. Von 1925 bis 1929 war er Vizegouverneur des Bundesstaates Montana.
Über McCormack gibt es wenige Informationen. Bekannt ist nur, dass er in Kalispell in Montana lebte. Dort war er Farmer und Geschäftsmann. Politisch wurde er Mitglied der Republikanischen Partei, für die er auch Abgeordneter im Repräsentantenhaus von Montana war. Im Jahr 1924 wurde er an der Seite von John Edward Erickson zum Vizegouverneur von Montana gewählt. Dieses Amt bekleidete er von 1925 bis 1929. Somit war er Stellvertreter des Gouverneurs und Vorsitzender des Staatssenats. Letztere Funktion übte jeder Vizegouverneur von Montana von 1889 bis 1972 aus; dann wurden die beiden Ämter getrennt. 